# Dell XPS
Pour les articles homonymes, voir XPS.

Logo

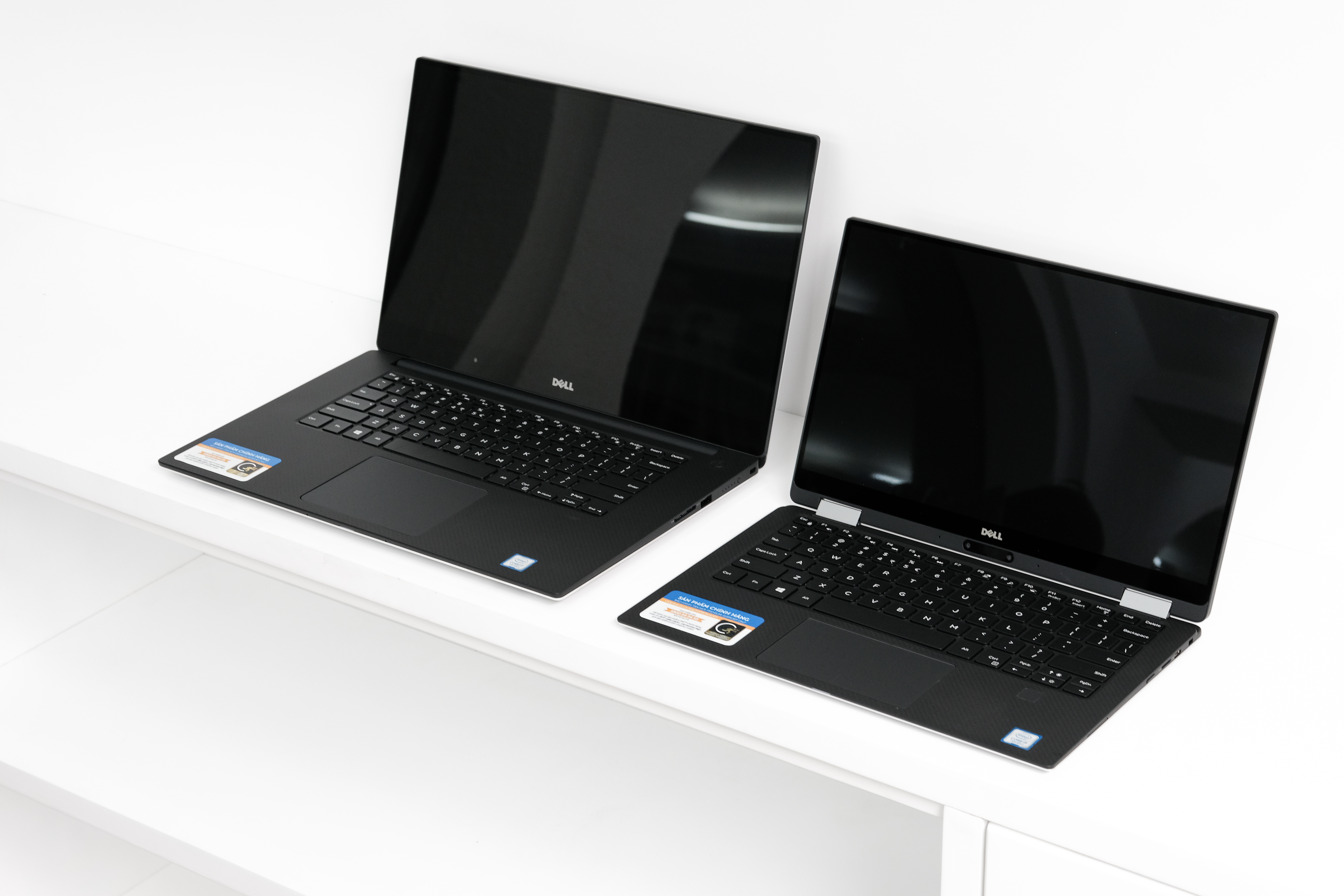
Des Dell XPS 13 et 15 pouces (2017).

Dell XPS est une gamme d'ordinateurs fixes & portables conçue par Dell, anciennement pour le jeu concurrencé par Alienware, actuellement la gamme se présente avec des Ordinateurs performants avec un Style élégant. Le dernier Ordinateur Portable XPS Gaming que Dell a sorti était le XPS M1730 en 2007.

## Histoire

### Les débuts du Dell XPS
Au début de l'année 1993, le personnel de Dell a décidé qu'il était nécessaire de créer un produit au service de l'expansion rapide du marché des PC. En septembre 1993, les deux premiers ordinateurs XPS ont été annoncés sous le nom Dimension. Ces modèles bénéficiaient des dernières technologies que les concurrents de Dell ne proposaient pas pour lors. Les XPS ont continué d'adopter les dernières technologies disponibles tout en veillant à conserver de bas prix pour les consommateurs. En 2001, Dell a commencé à transformer les noms de PC vers des noms numérotés, en commençant par le Dimension 4100 pour remplacer le Dimension XPS-T. Les derniers produits Dimension XPS étaient les Dimension XPS-B's, intégrant le processeur Pentium III, cadencé à plus de 1 GHz et utilisant de la RDRAM. Ils ont été éliminés avec l'introduction du Dimension 8100, qui a été le premier ordinateur de bureau Dell à utiliser un Pentium 4 et à arborer un châssis noir et gris argenté, et non plus beige.

### Première génération du Dell XPS
Dell s'est abstenu d'utiliser le nom XPS pendant plusieurs années, jusqu'à ce qu'une nouvelle série, introduite en 2005, soit appelée ainsi. Dell craignait alors que la gamme XPS n'empiète de trop sur les modèles de sa filiale Alienware, spécialisée dans le jeu vidéo haut de gamme. Mais Dell a su conserver à la fois une entrée de gamme très fournie, avec les Dimension et les Inspiron, et un haut de gamme intégrant les dernières technologies (par exemple les processeurs Intel Core 2 Duo, les écrans B+GR LED) : la série XPS.

### Deuxième génération: le Studio XPS
En 2008, Dell a entièrement repensé son haut de gamme, en mêlant les XPS avec une nouvelle série appelée Studio. Les modèles portant le nom XPS sont de moins en moins nombreux car ils sont peu à peu remplacés par des Studio XPS, techniquement très similaires mais avec un design différent, abandonnant les lignes agressives et les couleurs mates pour se tourner vers des matériaux comme l'aluminium et le cuir (pour les ordinateurs portables) et une couleur noire brillante.

### Troisième génération: Dell XPS
Retour aux sources depuis la récente campagne marketing de Dell, dû à la suppression des Studios, la gamme XPS se renomme Dell XPS, avec trois ordinateurs (deux en Europe) comme le XPS 14, XPS 15 et XPS 17.

### Quatrième génération: Dell XPS
Dell ressort une nouvelle gamme XPS. La troisième génération portant le nom de XPS L501X et XPS L701X, la quatrième aura pour nom de XPS L502X et L702X, avec les nouvelles générations de processeur Intel allant de Intel core i3 à i7.
Il est désormais possible d'ajouter comme option la 3D et le tuner TV est intégrée dans le prix.

## Modèles actuels

### Ordinateurs de bureau
- XPS 8300
- XPS 8500
- XPS 8700
- XPS 8900
- XPS 8900 Special Edition

### Ordinateurs portables
- XPS L501x
- XPS 15 L502X
- XPS 17 L702X

## Anciens modèles

### Ordinateurs de bureau
- Série Dimension XPS Hxx
- Série Dimension XPS Dxx
- Série Dimension XPS Rxx
- Série Dimension XPS Txx
- Série Dimension XPS Pxx
- XPS 200
- XPS 210
- XPS 400/Dimension 9150
- XPS 410
- XPS 420
- XPS 430
- XPS 600
- XPS 625
- XPS 630
- XPS 630i
- XPS 700
- XPS 710
- XPS 720
- XPS 720 H2C
- XPS 730
- XPS 730 H2C
- XPS 730x
- XPS 730x H2C
- Série XPS One (ordinateurs tout-en-un)
- Série Studio XPS 7xxx
- Série Studio XPS 8xxx

### Ordinateurs portables
- XPS M1330 (13")
- XPS M1530 (15")
- XPS M1710 (17")
- XPS M2010 (20")
- XPS M1730 (17")
- Studio XPS 13 (13")
- Studio XPS 16 (16")

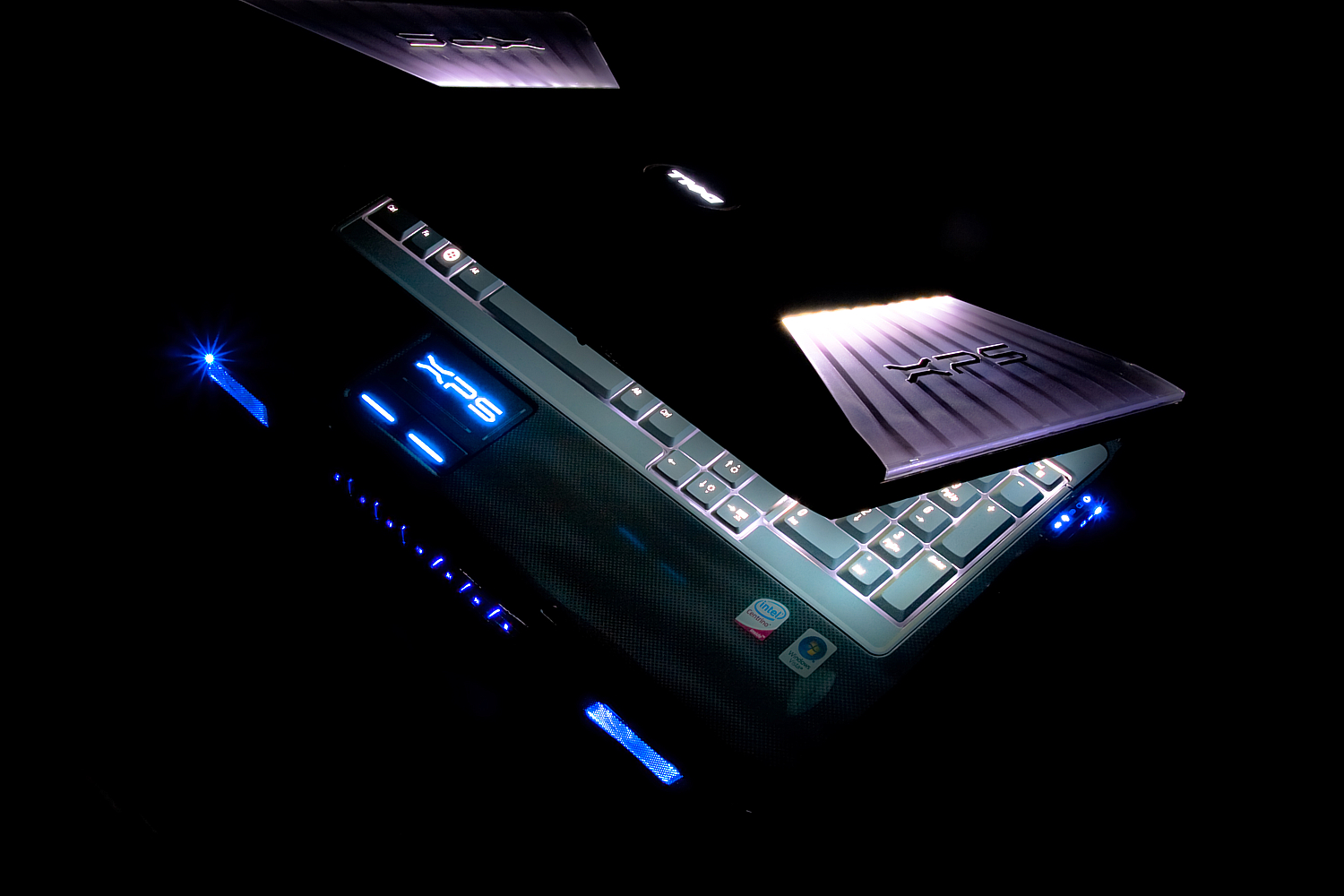
Dell XPS M1730

- XPS 15" L501X (ancienne génération)
- XPS 17" L701X (ancienne génération)
- XPS 15" L502X (génération actuelle)
- XPS 17" L702X (génération actuelle)
- XPS 14" (non disponible en Europe)
- XPS 13 (Sous Ubuntu 12.04)[1]

### Tablette
Une seule tablette Dell porte ce nom, la Dell XPS 10, commercialisée entre décembre 2012 et septembre 2013. Basée sur une architecture ARM, elle fournie préinstallée avec Windows RT.